# Shelley Day

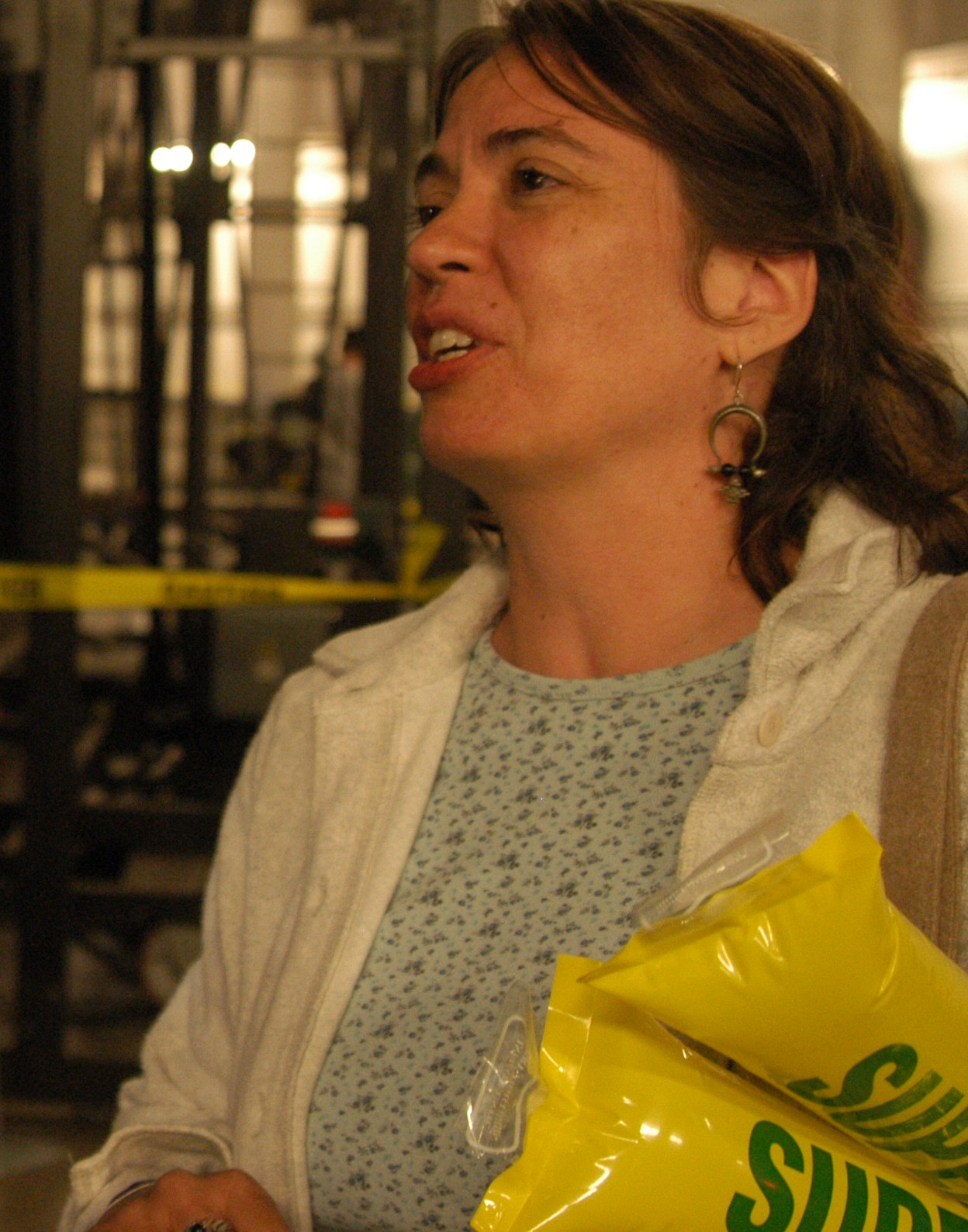
Shelley Day em 2004

Shelley Day é uma ex-produtora de jogos eletrônicos. Ela fundou a empresa Humongous Entertainment com o colega Ron Gilbert, com quem trabalhou na LucasArts. Ela criou o personagem Putt-Putt numa história de ninar para seu filho, Travis, que acabou tornando-se uma série popular de jogos infantis. Em 1999, foi listada na revista Time como parte da "ciber-elite". Ela também fundou a subsidiária da Humongous, a Cavedog Entertainment. Após deixar a empresa, criou a Hulabee Entertainment em 2001 para fornecer jogos on-line para crianças, levando a maior parte dos seus empregados consigo.
Em 2 de dezembro de 2005, Day foi sentenciada a 30 meses de reclusão por fraude num caso envolvendo o Asia Europe Americas Bank of Seattle em mais de 1,5 milhão de dólares. Ela alegou falsamente ao encarregado de empréstimos no banco que a Disney Interactive estava comprando parte da Hulabee e apresentou documentos forjados para apoiar sua alegação.